# 1946
1946. је била проста година.

## Догађаји

### Јануар
- 7. јануар — Западне силе су признале Аустрију у границама из 1937.
- 31. јануар — Усвојен је први устав социјалистичке Југославије, којим је она успостављена као федерација шест република.

### Фебруар
- 1. фебруар — Мађарска проглашена за републику, с председником Золтаном Тилдијем и премијером Ференцом Нађом.
- 14. фебруар — На америчком универзитету Пенсилванија почео је да ради ENIAC, први електронски рачунар опште намене.

### Март
- 5. март — Винстон Черчил је први пут употребио израз „Гвоздена завеса” у контексту хладноратовске поделе на говору на Универзитету Вестминстер у Фултону.
- 6. март — Француска признала Вијетнам као аутономну државу у оквиру Индокинеске федерације.
- 13. март — Припадници ОЗНЕ ухапсили су четничког вођу у Другом светском рату Драгољуба Михаиловића.

### Април
- 1. април — Првом омладинском радном акцијом у послератној Југославији почела изградња железничке пруге Брчко-Бановићи.
- 8. април — У Женеви одржано последње заседање Друштва народа, чиме је формално укинута и замењена Уједињеним нацијама.
- 12. април — Сирија је добила независност од Француске.

### Мај
- 9. мај — Италијански краљ Виторио Емануеле III је абдицирао, а наследио га је син Умберто II.
- 21. мај — Физичар Луис Слотин смртоносно озрачен током експеримента са „демонским језгром“ у Националној лабораторији Лос Аламос.

### Јун
- 2. јун — Италијани су се на референдуму изјаснили за републику и тиме одбацили монархију Савојске династије.
- 4. јун — Генерал Хуан Перон изабран је за председника Аргентине.

### Јул
- 4. јул — Филипини су стекли независност након 47 година владавине САД.
- 15. јул — Завршен је Београдски процес, суђење Драгољубу Михаиловићу и још двадесеттројици оптуженика.
- 17. јул — На основу судске пресуде, стрељан Дража Михаиловић - вођа четничког покрета у току Другог светског рата у Југославији.
- 25. јул — САД су извеле прву подводну атомску пробу на коралским острвима Бикини у западном Пацифику.

### Децембар
- 19. децембар — Почео је Први индокинески рат када су припадници Вијетмина напали француске колонијалне трупе у Ханоју.

### Датум непознат
- Википедија:Непознат датум — Национализација имовине предратних индустријалаца.
- Википедија:Непознат датум — Основано електротехничко одељење на Универзитету у Београду.
- Хронологија ФНРЈ и КПЈ 1946.

## Рођења

### Јануар
- 1. јануар — Роберто Ривелињо, бразилски фудбалер
- 3. јануар — Џон Пол Џоунс, енглески музичар и музички продуцент, најпознатији као басиста и клавијатуриста групе
- 5. јануар — Дајана Китон, америчка глумица, редитељка, продуценткиња, списатељица и фотографкиња
- 6. јануар — Сид Барет, енглески музичар, најпознатији као суоснивач, гитариста и певач групе  (прем. 2006)
- 8. јануар — Роби Кригер, амерички музичар, најпознатији као гитариста групе
- 13. јануар — Соња Јауковић, српска глумица
- 16. јануар — Кабир Беди, индијски глумац
- 17. јануар — Мето Јовановски, македонски глумац (прем. 2023)
- 19. јануар — Џулијан Барнс, енглески писац
- 19. јануар — Доли Партон, америчка музичарка, музичка продуценткиња, глумица и списатељица
- 20. јануар — Дејвид Линч, амерички редитељ, сценариста, продуцент, музичар, писац и глумац (прем. 2025)

### Фебруар
- 1. фебруар — Елизабет Слејден, енглеска глумица (прем. 2011)
- 3. фебруар — Стивен Макхати, канадски глумац
- 4. фебруар — Уснија Реџепова, македонско-српска певачица (прем. 2015)
- 5. фебруар — Шарлот Ремплинг, енглеска глумица, модел и певачица
- 14. фебруар — Грегори Хајнс, амерички плесач, глумац, кореограф и певач (прем. 2003)
- 17. фебруар — Андре Дусолије, француски глумац
- 20. фебруар — Бренда Блетин, енглеска глумица
- 21. фебруар — Ентони Данијелс, енглески глумац
- 21. фебруар — Алан Рикман, енглески глумац и редитељ (прем. 2016)

### Март
- 1. март — Јан Кодеш, чешки тенисер
- 6. март — Дејвид Гилмор, енглески музичар, најпознатији као гитариста и певач групе
- 9. март  —Бернд Холценбајн, немачки фудбалер (прем. 2024)
- 12. март — Френк Велкер, амерички глумац
- 12. март — Лајза Минели, америчка глумица и певачица
- 14. март — Вес Анселд, амерички кошаркаш и кошаркашки тренер (прем. 2020)
- 19. март — Бигас Луна, шпански редитељ, сценариста, сликар и дизајнер (прем. 2013)
- 21. март — Тимоти Далтон, британски глумац
- 23. март — Мирко Алвировић, српски новинар и ТВ водитељ (прем. 2018)
- 23. март — Драган Кресоја, српски редитељ (прем. 1996)
- 31. март — Хашим Кучук Хоки, босанскохерцеговачки певач (прем. 2002)
- 31. март — Локица Стефановић, српска балерина, кореографкиња, балетска педагошкиња и архитекткиња

### Април
- 1. април — Ариго Саки, италијански фудбалер и фудбалски тренер
- 2. април — Сју Таунсенд, енглеска књижевница (прем. 2014)
- 3. април — Бранко Милићевић, српски глумац и писац
- 6. април — Иван Бекјарев, српски глумац и радијски и ТВ водитељ (прем. 2020)
- 7. април — Јанко Луковски, македонско-српски кошаркаш и кошаркашки тренер (прем. 2023)
- 10. април — Влада Јанковић Џет, српски музичар, новинар и радијски водитељ
- 12. април — Ед О’Нил, амерички глумац и комичар
- 13. април — Јосиф Татић, српски глумац (прем. 2013)
- 15. април — Марија Бакса, српско-италијанска глумица (прем. 2019)
- 19. април — Тим Кари, енглески глумац и певач
- 25. април — Владимир Жириновски, руски политичар (прем. 2022)
- 25. април — Талија Шајер, америчка глумица

### Мај
- 2. мај — Дејвид Суше, енглески глумац
- 8. мај — Боро Стјепановић, српски глумац
- 9. мај — Кендис Берген, америчка глумица и модел
- 10. мај — Душан Петричић, српски графичар, илустратор и карикатуриста
- 11. мај — Зоран Симјановић, српски композитор (прем. 2021)
- 14. мај — Слободан Тишма, српски писац и музичар
- 19. мај — Микеле Плачидо, италијански глумац и редитељ
- 20. мај — Шер, америчка музичарка и глумица
- 21. мај — Боба Стефановић, српски музичар (прем. 2015)
- 22. мај — Џорџ Бест, северноирски фудбалер (прем. 2005)
- 22. мај — Петар Божовић, српски глумац
- 30. мај — Драган Џајић, српски фудбалер

### Јун
- 1. јун — Брајан Кокс, шкотски глумац
- 14. јун — Доналд Трамп, амерички предузетник и политичар, 45. председник САД
- 15. јун — Демис Русос, грчки певач (прем. 2015)
- 18. јун — Фабио Капело, италијански фудбалер и фудбалски тренер
- 27. јун — Мирољуб Лешо, српски глумац (прем. 2019)

### Јул
- 1. јул — Слободан Сантрач, српски фудбалер и фудбалски тренер (прем. 2016)
- 3. јул — Боло Јен, кинески глумац, мајстор борилачких вештина и бодибилдер
- 4. јул — Урош Маровић, српски ватерполиста (прем. 2014)
- 6. јул — Џорџ В. Буш, амерички политичар и бизнисмен, 43. председник САД
- 6. јул — Силвестер Сталоне, амерички глумац, редитељ, сценариста и продуцент
- 9. јул — Бон Скот, аустралијски музичар, најпознатији као певач групе  (прем. 1980)
- 13. јул — Чич Марин, амерички глумац и комичар
- 15. јул — Линда Ронстадт, америчка музичарка
- 19. јул — Илије Настасе, румунски тенисер
- 22. јул — Дени Главер, амерички глумац, редитељ и политички активиста
- 22. јул — Пол Шрејдер, амерички сценариста, редитељ и филмски критичар
- 25. јул — Љупка Димитровска, југословенска певачица (прем. 2016)
- 27. јул — Раде Шербеџија, хрватски и српски глумац, редитељ и музичар

### Август
- 8. август — Драгутин Шурбек, хрватски стонотенисер (прем. 2018)
- 11. август — Милан Гутовић, српски глумац (прем. 2021)
- 15. август — Тони Робинсон, енглески глумац, комичар, писац и ТВ водитељ
- 16. август — Лесли Ен Ворен, америчка глумица и певачица
- 19. август — Бил Клинтон, амерички политичар, 42. председник САД
- 24. август — Горан Марковић, српски редитељ, сценариста и продуцент
- 25. август — Бранко Цвејић, српски глумац (прем. 2022)
- 30. август — Пеги Липтон, америчка глумица, модел и певачица (прем. 2019)

### Септембар
- 5. септембар — Фреди Меркјури, британски музичар, најпознатији као фронтмен и певач групе  (прем. 1991)
- 15. септембар — Оливер Стоун, амерички редитељ, сценариста, продуцент и писац
- 15. септембар — Томи Ли Џоунс, амерички глумац, редитељ, сценариста и продуцент
- 18. септембар — Гејлард Сартејн, амерички глумац (прем. 2025)
- 23. септембар — Даворин Поповић, босанскохерцеговачки музичар, најпознатији као певач групе Индекси (прем. 2001)
- 25. септембар — Бранко Кленковски, српски фудбалер (прем. 2013)

### Октобар
- 4. октобар — Сузан Сарандон, америчка глумица
- 10. октобар — Чарлс Денс, енглески глумац, сценариста и редитељ
- 20. октобар — Лусин ван Импе, белгијски бициклиста
- 20. октобар — Елфриде Јелинек, аустријска књижевница, добитница Нобелове награде за књижевност (2004)
- 20. октобар — Марко Николић, српски глумац (прем. 2019)
- 27. октобар — Ајван Рајтман, канадски редитељ, продуцент и сценариста (прем. 2022)
- 28. октобар — Вим Јансен, холандски фудбалер и фудбалски тренер (прем. 2022)
- 31. октобар — Стивен Реј, ирски глумац

### Новембар
- 2. новембар — Алан Џоунс, аустралијски аутомобилиста, возач Формуле 1
- 6. новембар — Сали Филд, америчка глумица и редитељка
- 8. новембар — Станислав Караси, српски фудбалер и фудбалски тренер
- 8. новембар — Гус Хидинк, холандски фудбалер и фудбалски тренер
- 16. новембар — Џо Џо Вајт, амерички кошаркаш (прем. 2018)
- 16. новембар — Слободан Шијан, српски сликар, редитељ, сценариста и филмски критичар
- 24. новембар — Тед Банди, амерички серијски убица и силоватељ (прем. 1989)
- 28. новембар — Џо Данте, амерички редитељ, продуцент, монтажер и глумац
- 29. новембар — Вук Драшковић, српски књижевник и политичар, оснивач Српског покрета обнове
- 30. новембар — Марина Абрамовић, америчко-српска уметница перформанса

### Децембар
- 2. децембар — Ђани Версаче, италијански модни дизајнер (прем. 1997)
- 3. децембар — Јоп Зутемелк, холандски бициклиста
- 5. децембар — Хосе Карерас, шпански оперски певач
- 12. децембар — Емерсон Фитипалди, бразилски аутомобилиста, возач Формуле 1
- 14. децембар — Џејн Беркин, енглеска глумица, музичарка, редитељка и модел (прем. 2023)
- 14. децембар — Пати Дјук, америчка глумица (прем. 2016)
- 14. децембар — Стен Смит, амерички тенисер
- 15. децембар — Мирослав Јосић Вишњић, српски књижевник (прем. 2015)
- 16. децембар — Бени Андерсон, шведски музичар, композитор и музички продуцент, најпознатији као члан групе
- 17. децембар — Аљоша Вучковић, српски глумац
- 17. децембар — Љиљана Лашић, српска глумица
- 17. децембар — Јуџин Леви, канадски глумац, комичар, продуцент, редитељ и сценариста
- 18. децембар — Милена Зупанчић, словеначка глумица
- 18. децембар — Стивен Спилберг, амерички редитељ, сценариста и продуцент
- 23. децембар — Џон Саливан, енглески сценариста (прем. 2011)
- 25. децембар — Џими Бафет, амерички музичар (прем. 2023)
- 30. децембар — Пети Смит, америчка музичарка, списатељица и песникиња
- 30. децембар — Берти Фогтс, немачки фудбалер и фудбалски тренер

## Смрти

### Фебруар
- 25. фебруар — Рене Ле Грев, француски бициклиста. (*1910)

### Март
- 14. март — Вернер фон Бломберг, немачки фелдмаршал
- 24. март — Александар Аљехин, руски шахиста и светски шампион у шаху (*31. октобар или 1. новембар 1892)

### Јун
- 1. јун — Јон Антонеску, румунски генерал и фашистички политичар
- 14. јун — Џон Логи Берд, шкотски инжењер. (*1888)

### Јул
- 17. јул — Драгољуб Михаиловић, југословенски генерал. (*27. април 1893)

### Август
- 13. август — Херберт Џорџ Велс, енглески књижевник. (*1866)

### Септембар
- 2. септембар — Љубо Бабић, српски генерал немачког порекла

### Октобар
- 16. октобар — Херман Геринг, немачки пилот и политичар
- 16. октобар — Вилхелм Кајтел, немачки фелдмаршал
- 16. октобар — Јоахим фон Рибентроп, немачки политичар

## Нобелове награде
- Физика — Перси Вилијамс Бриџман
- Хемија — Џејмс Бачелер Самнер; Џон Хауард Нортроп и Вендел Мередит Стенли
- Медицина — Херман Џозеф Мјулер
- Књижевност — Херман Хесе
- Мир — Емили Грин Болч и Џон Мот (САД)
- Економија — Награда у овој области почела је да се додељује 1969. године